# Sybra ochreosparsipennis
Sybra ochreosparsipennis är en skalbaggsart som beskrevs av Stefan von Breuning 1966. Sybra ochreosparsipennis ingår i släktet Sybra och familjen långhorningar.
Artens utbredningsområde är Filippinerna. Inga underarter finns listade i Catalogue of Life.